# Patricia Clavin
Patricia Clavin (geboren 6. Januar 1964) ist eine britische Historikerin.

## Leben
Patricia M. Clavin studierte Geschichte am King’s College London und wurde dort promoviert. 
Sie ging als Reader für Neue Geschichte an die Keele University und wurde 2003 zum Fellow am Jesus College (Oxford) gewählt. Seit 2011 ist sie Professorin für Internationale Geschichte an der University of Oxford. 
Clavin ist Mitherausgeberin der sozialgeschichtlichen Zeitschrift Past & Present.

## Schriften (Auswahl)
- The failure of economic diplomacy: Britain, Germany, France and the United States, 1931–36. Basingstoke: Macmillan, 1996
- Asa Briggs; Patricia Clavin: Modern Europe: 1789–1989. London: Longman, 1997
- The Great Depression in Europe, 1929–1939. Basingstoke: Macmillan, 2000
- Asa Briggs; Patricia Clavin: Modern Europe, 1789 – present (2nd ed.). London: Pearson Longman, 2003
- Securing the world economy: the reinvention of the League of Nations, 1920–1946. Oxford: Oxford University Press, 2013
- Glenda Sluga; Patricia Clavin (Hrsg.): Internationalisms : a twentieth-century history. Cambridge: Cambridge University Press, 2017